# Apache Lucene
Apache Lucene（アパッチ ルシーン）は、Doug Cuttingによって開発された、Java製のFOSSの検索ライブラリである。Luceneは、強力な文書インデキシング及び検索機能、スペルチェック、ハイライト、テキスト解析機能を提供する。Apacheのトップレベルプロジェクトの1つである。

## 概要
Luceneは、Apache Solr、Elasticsearch等の検索プラットフォームで利用される検索ライブラリである。以前はLucene.NET、Mahout、Tika、Nutchといったサブプロジェクトが存在したが、現在はすべて独立したApacheのトップレベルプロジェクトとなっている。2010年3月から、Apache SolrがLuceneのサブプロジェクトとして開発コミュニティがマージされた。
Luceneで日本語のテキスト解析を利用するためには、Kuromojiを利用したJapaneseTokenizerとJapaneseAnalyzerや、CJKTokenizer, CJKAnalyzerを利用する。

## 書籍
- Apache Lucene 入門 ~Java・オープンソース・全文検索システムの構築 - ISBN 4-7741-2780-9
- Lucene In Action - ISBN 1-932394-28-1

## リリース
| Version   | 日付       |
| --------- | ---------- |
| 0.01      | 2000-03-30 |
| 1.0       | 2000-10-04 |
| 1.3 final | 2003-12-26 |
| 1.4 final | 2004-07-01 |
| 1.9 final | 2006-02-27 |
| 2.0.0     | 2006-05-26 |
| 2.1.0     | 2007-02-17 |
| 2.2.0     | 2007-06-19 |
| 2.3.0     | 2008-01-23 |
| 2.4.0     | 2008-10-08 |
| 2.9.0     | 2009-09-25 |
| 3.0.0     | 2009-11-25 |
| 4.0.0     | 2012-10-12 |
| 5.0.0     | 2015-02-20 |
| 6.0.0     | 2016-04-08 |
| 6.6.0     | 2017-06-06 |